# Zblęg
Zblęg – wieś w Polsce położona w województwie kujawsko-pomorskim, w powiecie radziejowskim, w gminie Osięciny.
W latach 1975–1998 miejscowość administracyjnie należała do województwa włocławskiego.
Wieś sołecka – zobacz jednostki pomocnicze gminy w  BIP.